# Cattleya violacea
Cattleya violacea är en orkidéart som först beskrevs av Carl Sigismund Kunth, och fick sitt nu gällande namn av Robert Allen Rolfe. Cattleya violacea ingår i släktet Cattleya och familjen orkidéer. Inga underarter finns listade i Catalogue of Life.

## Bildgalleri

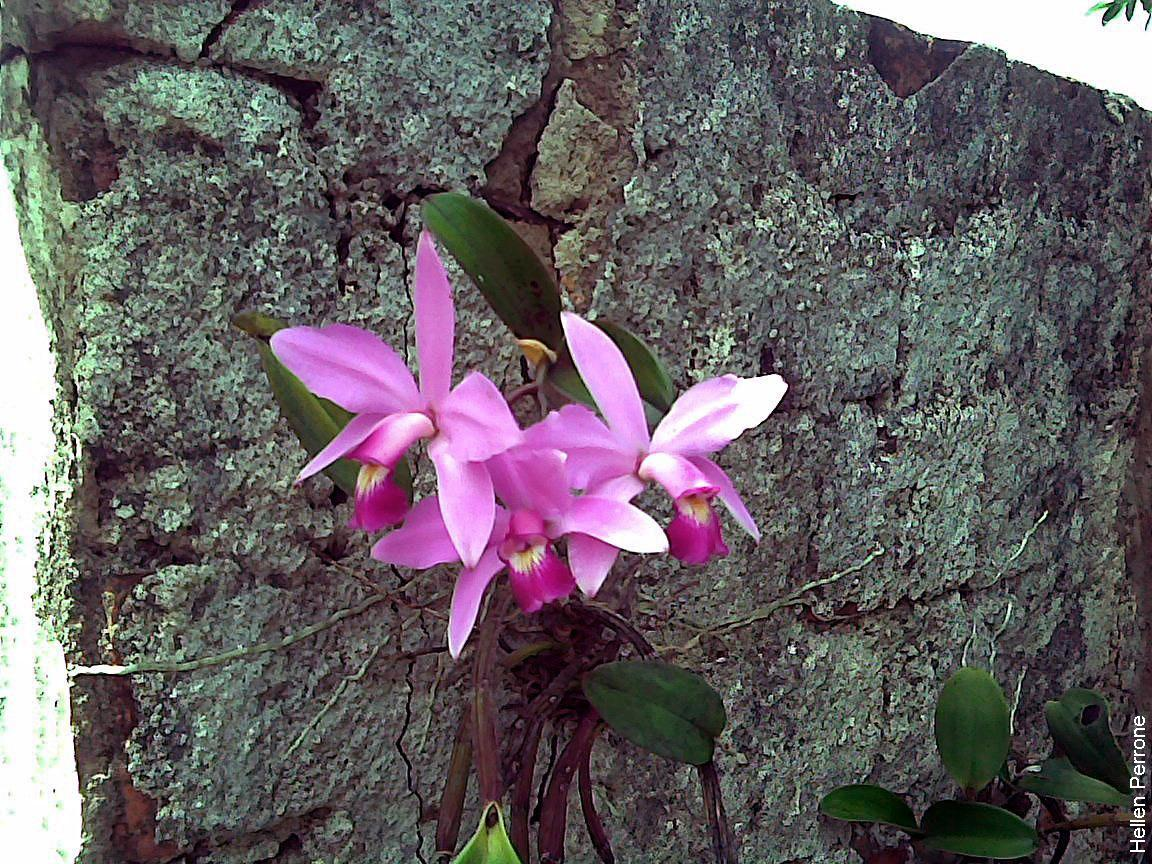
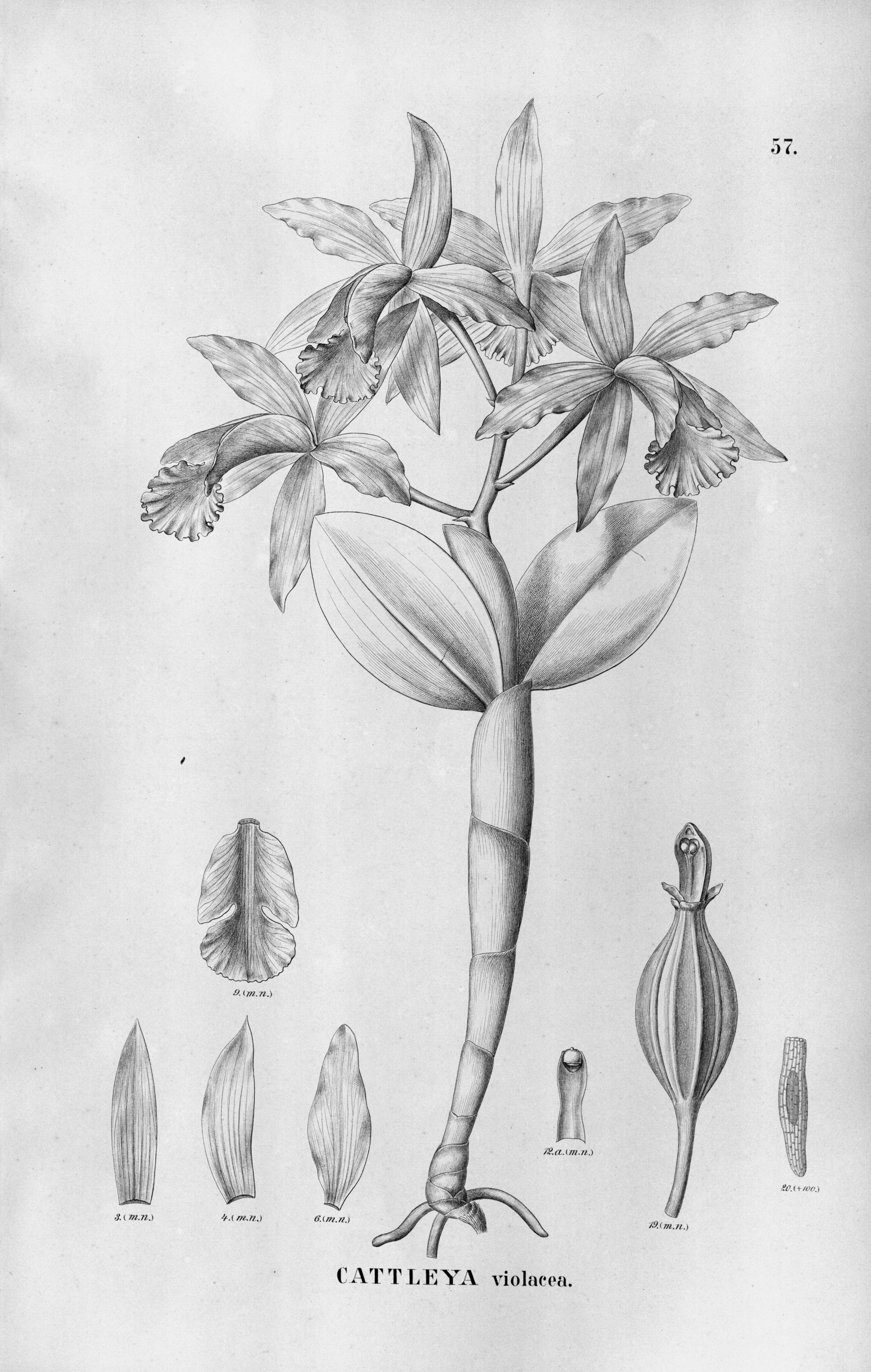
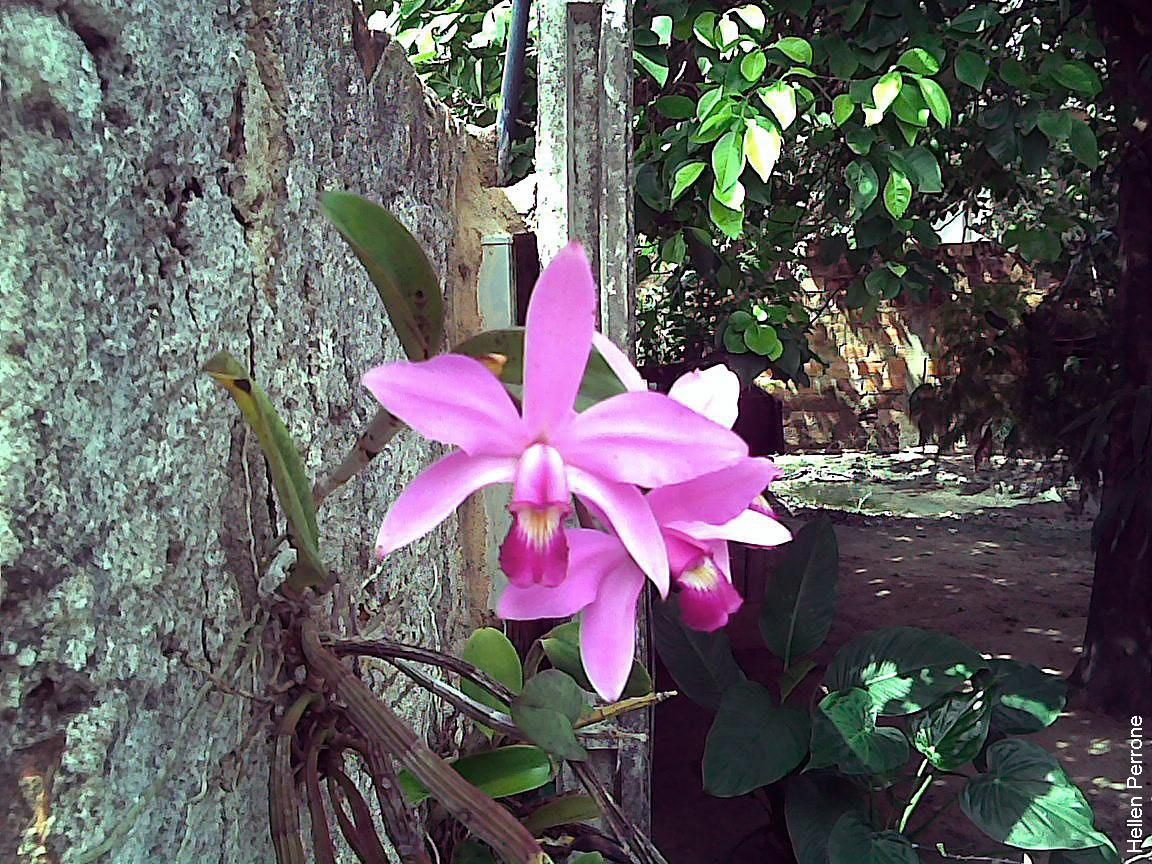
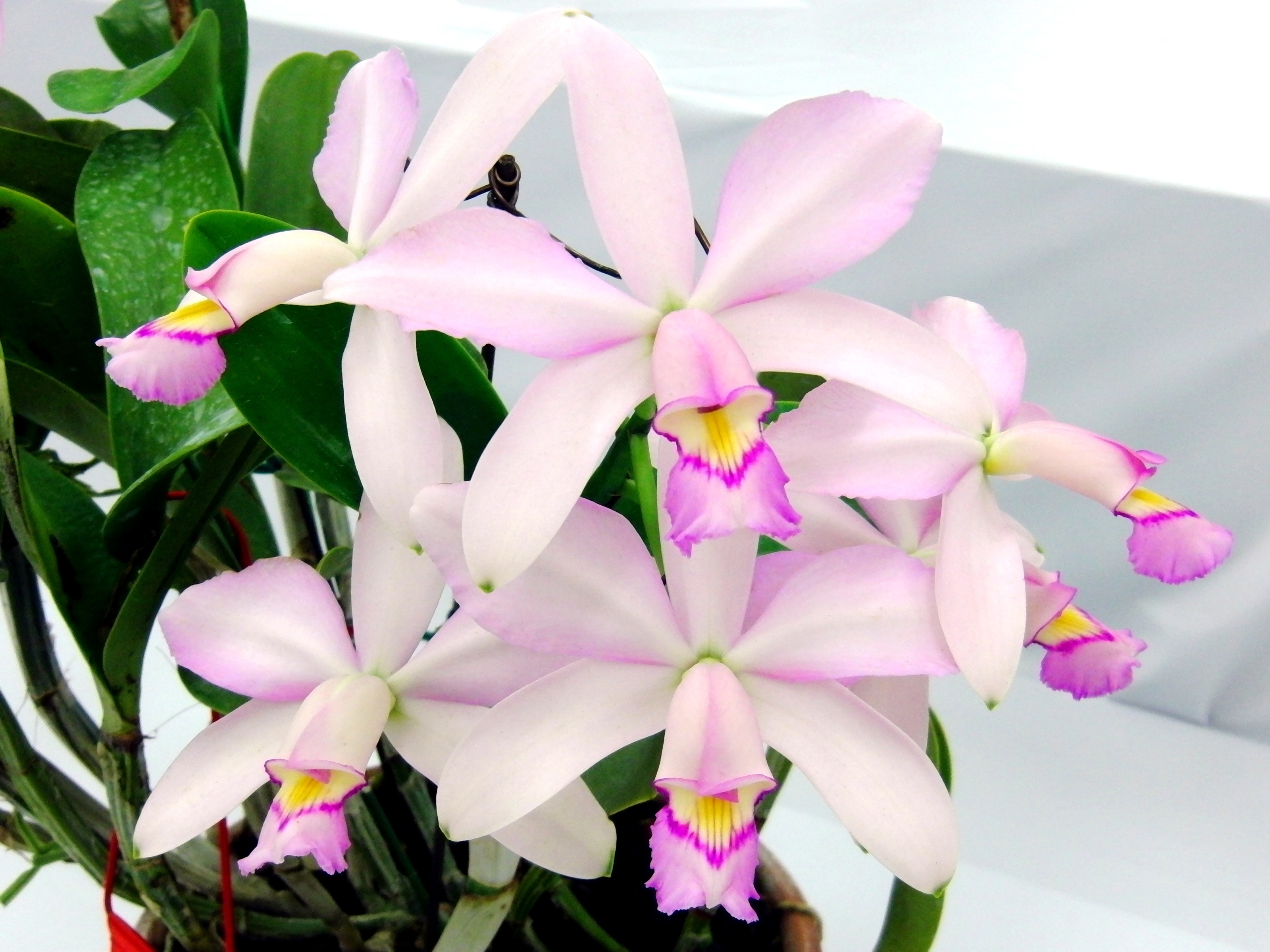
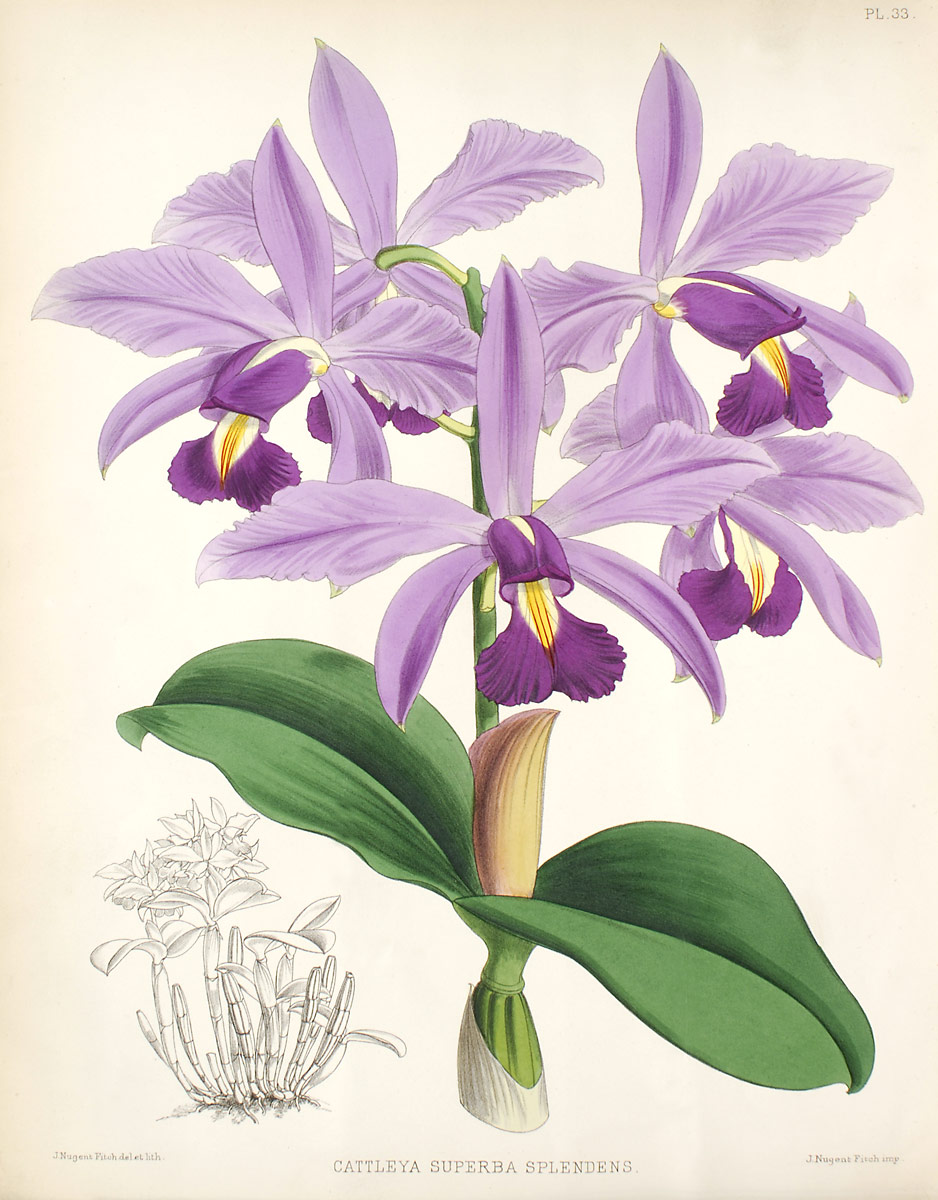
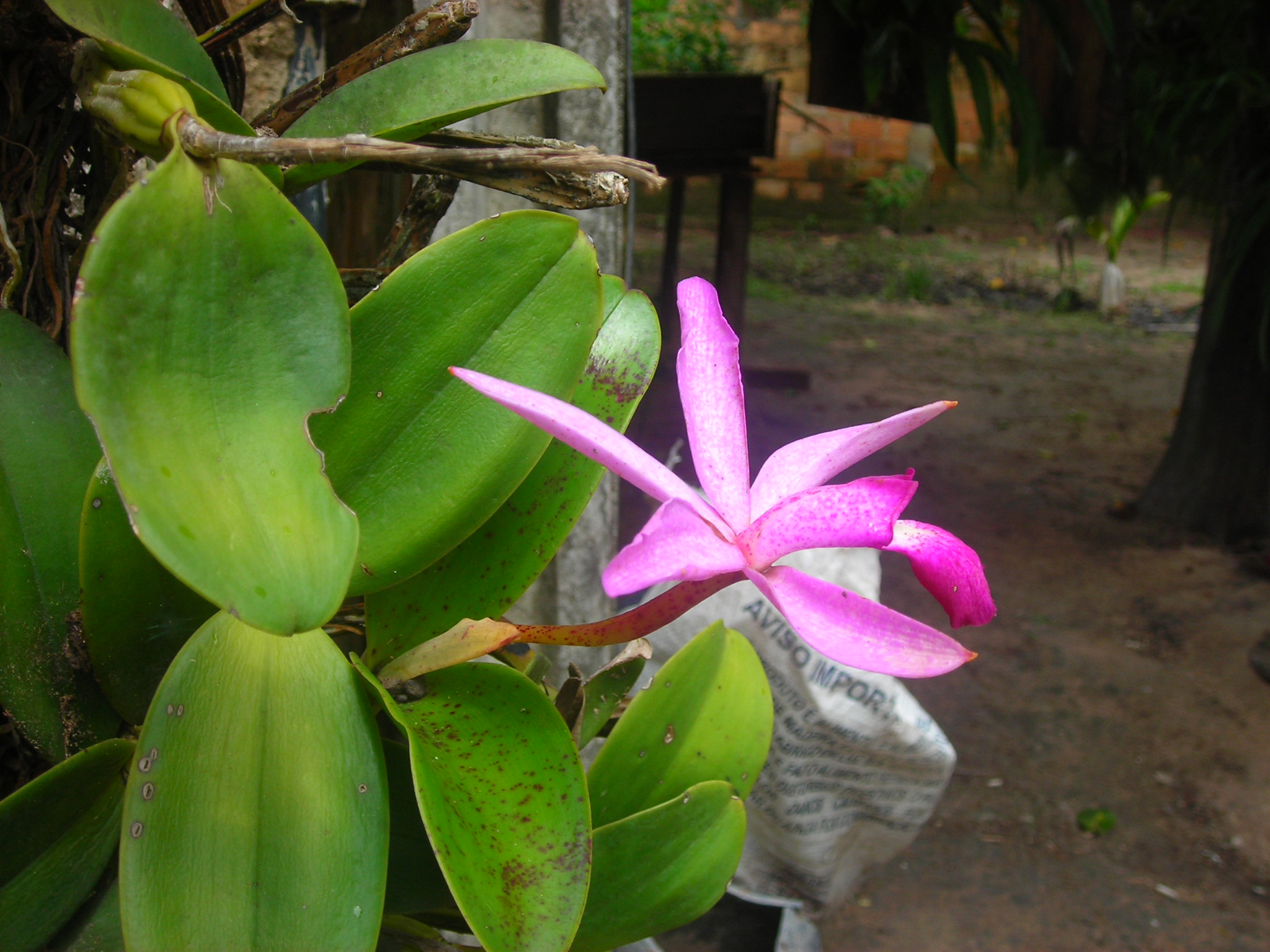